# Aeschynanthus superbus
Aeschynanthus superbus är en tvåhjärtbladig växtart som beskrevs av Charles Baron Clarke. Aeschynanthus superbus ingår i släktet Aeschynanthus och familjen Gesneriaceae. Inga underarter finns listade i Catalogue of Life.